# Xysticus abditus
Xysticus abditus är en spindelart som beskrevs av Dmitri Viktorovich Logunov 2006. Xysticus abditus ingår i släktet Xysticus och familjen krabbspindlar. Inga underarter finns listade i Catalogue of Life.